# 유창 (평읍후)
유창(劉敞, ? ~ 기원전 48년)은 전한 후기의 제후로, 노효왕의 아들이다.

## 행적
감로 4년(기원전 50년), 평읍후(平邑侯)에 봉해졌다.
초원 원년(기원전 48년), 어떤 집안의 구성원 둘을 죽인 죄로 기시되었다.

## 출전
- 반고, 《한서》 권15하 왕자후표 下

| 선대 (첫 봉건) | 전한의 평읍후 기원전 50년 ~ 기원전 48년 | 후대 (봉국 폐지) |